# Rudarstvo
Rudarstvo obuhvaća pronalaženje i vađenje (eksploataciju) korisnih mineralnih sirovina iz njihovih ležišta u Zemljinoj kori.
Rudarski proizvodi (to su mineralne sirovine) su temeljna poluga za cijelu industriju, pa je osnovna zadaća rudarstva da proizvodi i dostavlja industriji potrebne količine mineralnih sirovina, koje se izravno koriste ili daljnjim postupcima prerade prerađuju u poluproizvode koje ostale industrijske grane koriste pri izradi konačnog proizvoda.

## Povijest rudarstva
Tragovi rudarske i metalurške aktivnosti iz staroga vijeka dokazuju da je rudarstvo starih civilizacija bilo vrlo razvijeno.

Otkopavanje i dobivanje zlata razvija se u starom Egiptu (4000 g.pr. Kr.), otkuda potječe i prva rudarska karta na kojoj je ucrtan rudnik zlata iz doba Ramzesa II.

Počeci rudarenja su pronalaženje i otkopavanje nalazišta soli (u Salzkammergut-u u Austriji), i kremena kresivca koji se koristio za paljenje vatre (3000 g.pr. Kr. - neolitik).

U IX st.pr. Kr. radili su rudnici srebra u Laurionu u Grčkoj.

U rimskom razdoblju rudarenje je bilo vrlo snažno u svim rudonosnim područjima Carstva. S propadanjem Rimskog Carstva dolazi i do zamiranja rudarstva koje u V st. gotovo nestaje.

U srednjem vijeku prvi su se počeli baviti rudarstvom Slaveni (Češka VIII. i IX. st.).
 Dobivanje ugljena počinje u Velikoj Britaniji u IX. st., u Njemačkoj u X. st.

1507.- uvedena prva mokra separacija u Altenbergu u Njemačkoj.

1557.- čuveni montanist G. Agricola je objavio prvu knjigu o rudarstvu, geologiji i metalurgiji "De re metallica" - "O metalima" u XII svezaka.

1559.- probijeno vertikalno rudarsko okno dubine 513 m.

U XVI st. u Njemačkoj i Engleskoj prijevoz iskopane rude konjima koji su vukli željezne vagonete na tračnicama.

1627.- izvedeno prvo miniranje crnim barutom u podzemnom rudniku u Slovačkoj.

1680.- drvene tračnice prvi put su uvedene u rudniku.

Početkom XVIII. st. počinje se rješavati osnovni problem (odvodnjavanje rudnika) pri prodiranju u veće dubine, i to parnim strojem, koji je prvotno konstruiran za rudarske potrebe podizanja vode.

1712.- engleski Ing. T. Newcomen napravio prvi atmosferski parni stroj koji je stavljao u pokret rudničku pumpu koja je služila za izbacivanje podzemne vode iz ugljenokopa kod Birminghama ("Dizanje vode pomoću vatre.").

1768.- škotski Ing. J. Watt konstruirao je prvi djelotvorni parni stroj koji je označio prekretnicu u razvitku rudarstva i omogućio iskorištavanje prirodnih resursa do neslućenih razmjera.

1814.- engleski Ing. G. Stephenson konstruirao je prvu parnu lokomotivu koja je mogla brzinom od 5 km/h vući nekoliko rudničkih vagoneta.

1816.- engleski kemičar H. Davy konstruirao je rudarsku sigurnosnu svjetiljku koja je služila za rasvjetu u rudniku, ali i za detektiranje opasnih koncentracija plina metana.

1859.- E. L. Drake je izveo prvu bušotinu dubine 21 m za pridobivanje nafte u području Titusvillea u Pennsylvaniji.

1867.- švedski kemičar A. Nobel pronalazi dinamit.

Osnovni rudarski alati (čekić i dlijeto), nisu se nimalo promijenili od najstarijih vremena pa sve do početka XIX st.!!!

1873.- prva bušilica na komprimirani zrak.

1882.- primjena prve električne lokomotive u jamskom transportu u jednom njemačkom rudniku soli.

1882.- u rudniku "Trafalgar" u Engleskoj postavljena prva pumpa na električni pogon.

XX. st. je razdoblje visokog stupnja tehnike rudarstva – donosi nova dostignuća i uvodi se nova mehanizacija u rudnike. Strojevi su specijalizirani za određene tehnološke radnje: otkopavanje, utovar, transport.

1901.- Ing. Antun Lučić otkrio je u Texasu na dubini od 374 m prvi veliki izvor nafte na svijetu.

1912.- u rudnicima u V. Britaniji uvedena je signalizacija uzduž rudničkih hodnika.

Sredinom XX st. uvodi se elektronika i automatika u rudarstvo.

### Rudarska djelatnost u Hrvatskoj
Sasi kao vrsni rudari dolaze u XIII st. u naše rudnike da unaprijede naše rudarstvo.
Područja stare rudarske djelatnosti u Hrvatskoj su Zrinska gora (XV st.), Samoborsko gorje (XVI st.) i Medvednica (XVII st.). To su polimetalni rudnici olova, bakra i srebra.
Za mletačke vladavine na području Labina u Istri započinje rudarska djelatnost i odvija se neprestano sve do 1999. godine kada je zatvoren posljednji rudnik kamenog ugljena u Tupljaku. Ugljen se kopao u jamama Raša, Strmac, Labin, Potpićan, Ripenda i Tupljak. Najveća proizvodnja ostvarena je 1942. godine kada je otkopano 1,158.000 tona ugljena. U Istarskim ugljenokopima tada je bilo zaposleno 10.470 radnika. Procjenjuje se da je iz bazena Istarske ugljenosne sinklinale od početka rudarenja do zatvaranja posljednje jame u Tupljaku otkopano oko 39,061.000 tona ugljena.

## Predmet rudarstva
Osnovni predmet rudarstva je dobivanje mineralnih sirovina.

Mineralne sirovine dijele se u 7 osnovnih skupine:

1.	metalne mineralne sirovine ili rude

2.	nemetalne mineralne sirovine

3.	energetske mineralne sirovine
4.    arhitektonsko-građevni kamen
5.    geotermalne i mineralne vode
6.    sve vrste soli
7.    tehničko-građevni kamen, pijesci i šljunci

## Područje rada
Područje rada u rudarstvu obuhvaća:

1.	Istraživanje budućeg ležišta (koristeći geofizičke metode; pokusno, istražno, rudarsko-geološko bušenje)

2.	Eksploatacija (pridobivanje) mineralne sirovine

3.	Oplemenjivanje  već iskopane mineralne sirovine (u oplemenjivačkom postrojenju odn. separaciji) kojim odstranjujemo jalovu komponentu mineralne sirovine

## Grane rudarstva
Rudarstvo se obzirom na radni prostor dijeli na tri grane:

### I. Površinsko pridobivanje odn. površinska eksploatacija
Površinsko pridobivanje mineralnih sirovina značajnije se počelo primjenjivati tek u XX st. Ovaj način pridobivanja primjenjuje se za mineralne sirovine koje se nalaze relativno blizu zemljine površine.

Eksploatacija ležišta površinskim kopom odvija se u 2 radne faze:

-	raskrivanje rudnog tijela

-	otkopavanje rudnog tijela
Osnovne tehnološke operacije na površinskom kopu su:

-	bušenje minskih bušotina i miniranje eksplozivom

-	otkopavanje raznim bagerima (kašikarima, vedričarima, glodarima)

-	transport mineralne sirovine (željeznicom, kamionima, trakama, žičarom)
-	oplemenjivanje mineralne sirovine
-	odlaganje jalovine
Otkopavanje rudnog tijela izvodi se u obliku etaža. Dimenzije i raspored etaža uvjetovani su prilikama u ležištu, fizičko-mehaničkim svojstvima korisne mineralne sirovine i jalovine, kapacitetom proizvodnje i mehanizacije.

### II. Podzemno (jamsko) pridobivanje odn. podzemna eksploatacija
Jamsko pridobivanje se primjenjuje za dobivanje mineralnih sirovina koje se nalaze u dubljim dijelovima Zemljine kore.

Jamsko pridobivanje je mnogo zahtjevnije od površinskog pridobivanja jer osim osnovne djelatnosti kopanja, zahtijeva čitavu vrstu mjera koje treba da osiguraju siguran rad kao što je: ventilacija, podgrađivanje (djelomično ili potpuno), crpljenje vode, otkrivanje prisutnosti štetnih plinova i zaštitu zaposlenih rudara od njih, poseban način transporta mineralne sirovine.

Osnovne tehnološke operacije u jami su:

-	bušenje minskih bušotina i miniranje eksplozivom

-	strojno dobivanje sa sa sjekačicama, kombajnima i blanjalicama

-	transport i izvoz mineralne sirovine na površinu
Glavna operacija u tehnološkom procesu pridobivanja korisne mineralne sirovine je otkopavanje na koje utječu sljedeći faktori: geološki uvjeti, hidrološke i hidrogeološke prilike, geomehanička svojstva mineralne sirovine i pratećih stijena, kvaliteta mineralne sirovine (rude) i dubina zalijeganja ležišta.

### III. Pridobivanje (eksploatacija) nafte, prirodnog plina i vode
Pridobivanje nafte, prirodnog plina i vode obavlja se bušotinama koje sežu do dubina na kojima se nalazi nafta, plin ili voda.

## Veza s drugim disciplinama
Rudarstvo je veoma opsežna i kompleksna grana tehnike jer osim svojih užih znanstvenih disciplina obuhvaća izučavanje gotovo svih prirodnih znanosti (kao npr. matematika, fizika, kemija i geologija), i većinu primijenjenih znanosti (kao npr. strojarstvo, elektrotehnika, elektronika, računarstvo, građevinarstvo i geodezija), nekih interdisciplinarnih znanosti (kao npr. inženjerstvo zaštite okoliša i geotehnika) i društvenih znanosti (ekonomija, pravo, sociologija).

## Specifičnosti rudarske struke
1. Mineralna sirovina je nacionalno blago

2. Neobnovljivost rudnih rezervi

3. Lokacijska predisponiranost mineralne sirovine

4. Upotrebna vrijednost mineralne sirovine

5. Ekološki utjecaj rudarskih radova na okoliš

## Rudarska obilježja
Pozdrav "Sretno!" kojim se pozdravljaju rudari u podzemlju jer "dobar dan" ili "dobra večer" nemaju smisla, kad u podzemlju vlada vječna tama. Ovaj pozdrav je više od pozdrava jer je u njemu sadržana želja da rudar živ izađe iz jame.

Čekić i dlijeto bili su do početka XIX st. najvažnije oruđe rudara, a danas predstavljaju simbol rudarske struke i oznaku za rudnik na zemljopisnoj karti.

Svečanost "Skok preko kože" kojom se mladi rudari primaju u časni rudarski stalež.

Rudarska sigurnosna svjetiljka koju je 1816. konstruirao H. Davy za rasvjetu u rudniku, ali i za rano detektiranje plina metana. Spasila je život nebrojenim rudarima.

Svečano odijelo koje rudari nose na proslavama i u drugim svečanim prilikama.

Rudarska himna koju rudari pjevaju u svečanim prilikama.

Sv. Barbara je zaštitnica rudara i svih onih kojima prijeti opasnost od iznenadne smrti ili stradavanja. Rudari u njenu čast postave kipić na ulazu u rudnik.

Rudarska zastava sastoji se od dvije boje: zelene i crne. Zelena označava nadu da živ izađeš iz rudnika, a crna predstavlja vječnu tamu i mrak u podzemlju.

## Tendencije daljnjeg razvoja rudarstva
Predviđanja o brzom iscrpljenju čvrstih mineralnih sirovina nisu se ostvarila već su pronađene nove rezerve deficitarnih sirovina, (ovo se ne odnosi na naftu i plin čije su procijenjene rezerve puno manje) tako da će rudarstvo i u budućnosti namirivati potrebe industrije za mineralnim sirovinama, pri čemu će biti veliki naglasak na zaštitu okoliša.
Rudarstvo u budućnosti neće biti samo orijentirano na otvaranje novih rudnika već će odlagališta otpada biti sve važniji izvor sirovina (sekundarne sirovine) koje će se reciklirati i ponovno koristiti u izradi novih proizvoda. Recikliranje sirovina smanjit će potrebu za otvaranjem novih rudnika, čime će se čuvati okoliš i sniziti cijene finalnim proizvodima.
Osim klasičnih načina pridobivanja mineralnih sirovina primjenjivat će se i indirektne metode pridobivanja, posebno za siromašnija ležišta.
Kod ovih metoda će se pomoću bušotina pristupiti ležištu te fizikalno ili kemijski djelovati na njega.

Neke od ovih metoda su:

1)	Metode hidrauličnog dobivanja čvrstih mineralnih sirovina kroz bušotine (npr. ugljen, uljni škriljci, boksit, fosforit i dr.)

2)	Metoda podzemnog izluživanja korisnog metala iz rude "in situ"

3)	Metoda uplinjavanja ugljenih slojeva "in situ"

4)	Otplinjavanje ležišta ugljena od metana

5)	Dobivanje sumpora, soli i kalija

Sve više se razmatra i mogućnost vađenja korisnih mineralnih sirovina s morskog dna, pa čak i ispod njega jer se velike rezerve vrijednih mineralnih sirovina nalaze ispod dna svjetskih oceana koji čine ⅔ Zemljine površine.
U suvremenom rudarstvu površinsko pridobivanje ima prioritet u odnosu na podzemno pridobivanje jer ima značajne prednosti kao što su skoro potpuno iskorištenje ležišta (cca. 95%) i mogućnost potpune mehanizacije i automatizacije tehnološkog procesa pridobivanja korisne mineralne sirovine. Uvjeti rada na površinskom kopu su daleko povoljniji za rad ljudi i strojeva od rada u podzemlju. Rad u podzemnom rudniku je veoma naporan, zbog čega rudarska znanost čini velike napore da u podzemnim rudnicima rade jedino strojevi-automati (roboti), koje bi ljudi nadzirali pomoću računala s površine Zemlje. Zbog toga će strojarstvo, elektronika i računarstvo u budućnosti imati veliki izazov za uvođenje potpuno automatiziranih robota u rudnike i oslobađanje rudara od teškog i opasnog rada u podzemlju.

## Vanjske poveznice
Ostali projekti
|  | Zajednički poslužitelj ima još gradiva o temi Rudarstvo |

Mrežna mjesta
- rudarstvo Hrvatska enciklopedija, www.enciklopedija.hr
- Udruga hrvatskih rudarskih inženjera  Arhivirana inačica izvorne stranice od 14. listopada 2015. (Wayback Machine)
- Rudarstvo.com  Arhivirana inačica izvorne stranice od 11. rujna 2017. (Wayback Machine)
- Rudarstvo Hrvatska tehnička enciklopedija, portal hrvatske tehničke baštine. LZMK

- Rudarski objekti i postrojenja Hrvatska tehnička enciklopedija, portal hrvatske tehničke baštine. LZMK